# Brecker Brothers
Brecker Brothers – muzyczny duet założony w 1974 roku przez braci Randy’ego Brackera (trąbka, skrzydłówka) oraz Michaela Brackera (saksofon, flet, EWI), grający jazz-funk oraz jazz-fusion. Jednym z ich największych hitów był „East River” nagrany w 1978 roku, który zadebiutował na 34. miejscu brytyjskiego notowania UK Singles Chart.
Starszy brat Randy, po raz pierwszy zdobył popularność jako członek formacji Blood, Sweat & Tears, z którą w 1968 roku wydał debiutancki album Child Is Father to the Man. Oprócz nagrywania swoich kompozycji, obaj bracia często grywali razem jako muzycy sesyjni na albumach różnych wykonawców. Pojawili się między innymi w przeboju „Hello It’s Me” z 1972 roku w wykonaniu Todda Rundgrena, który zadebiutował na 5. miejscu notowania Billboard Hot 100. Duet pojawił się również na albumie Parliament z 1976 roku zatytułowanym Mothership Connection.
Grupa automatycznie przestała istnieć, gdy w 2007 roku po długiej walce z białaczką zmarł w wieku 57 lat Michael Brecker.

## Dyskografia
Albumy studyjne
- The Brecker Bros. (1975)
- Back to Back (1976)
- Don’t Stop the Music (1977)
- Detente (1980)
- Straphangin' (1981)
- Return of the Brecker Brothers (1992)
- Out of the Loop (1994)

Albumy Koncertowe
- Heavy Metal Be-Bop (1978)